# Постулат Хаззума — Брукса
В середині 1980-х економісти Деніел Хаззум (англ. Daniel Khazzoom) і Леонард Брукс (англ. Leonard Brookes) незалежно висунули ідею про те, що збільшення ефективності використання енергії може парадоксальним чином приводити до збільшення загального обсягу споживаної енергії. У 1992 році американський економіст Гаррі Саундерс (англ. Harry Saunders) назвав цю гіпотезу «постулатом Хаззума — Брукса» і показав, що вона вірна в неокласичній моделі економічного зростання в широкому діапазоні припущень.

## Пояснення
Коротенько суть постулату зводиться до того, що «підвищення ефективності енергоспоживання, яке в усіх сенсах економічно виправдано на мікрорівні, призводить до збільшення сумарного енергоспоживання на макрорівні». Ця думка є продуктом сучасного аналізу явища, відомого як парадокс Джевонса. У 1865 році англійський економіст Вільям Стенлі Джевонс зазначив, що споживання вугілля в Англії значно збільшилося після того, як Джеймс Уатт запропонував свої удосконалення для парового двигуна. Джевонс стверджував, що підвищення ефективності використання вугілля спровокує збільшення попиту на вугілля і не зменшить швидкість виснаження вугільних запасів Англії.
Як і парадокс Джевонса, постулат Хаззума-Брукса є висновком, таким, що суперечить інтуїтивному розумінню ефективності. Коли окремі особи змінюють поведінку і починають використовувати методи та пристрої, які є більш енергоефективними, на макроекономічному рівні можливі ситуації, які фактично призводять до збільшення споживання енергії. Високі ціни на енергію, створювані податками або обмеженим обсягом виробництва, спочатку обмежують попит, але зрештою сприяють зростанню ефективності енергоспоживання. В результаті зростання енергоефективності відбувається часткова акомодація зростання цін і обмежується зниження попиту. Зрештою виникає новий баланс між попитом і пропозицією на вищому рівні виробництва і споживання, ніж при відсутності зростання енергоефективності.
Збільшення енергоефективності може призводити до зростання енергоспоживання трьома шляхами. По-перше, підвищена енергоефективність робить використання енергії дешевшим, стимулюючи зростання споживання. По-друге, підвищена енергоефективність призводить до економічного зростання, що тягне за собою зростання енергоспоживання в рамках всієї економіки. По-третє, підвищення ефективності використання обмеженого ресурсу збільшує споживання пов'язаних технологій, продуктів і послуг, які стримувалися браком цього ресурсу. Як простий приклад: розміри міста, що обмежуються нестачею води, можуть збільшитися вдвічі, якщо всі жителі вживатимуть заходи щодо економії води, які знизять її витрати на 50 %. Аналогічним чином більш економічні автомобілі швидше за все призведуть до зростання числа таких автомобілів і поїздок, що здійснюються з їх допомогою, ніж до зменшення споживання палива. Цілком ймовірно, що ці латентні ефекти зворотного напрямку можуть в загальному випадку переважувати лінійний внесок основного ефекту.
Хаззум і Брукс почали роботу в цьому напрямку після криз ОПЕК 1973-го і 1979-го років, коли почалося зростання попиту на більш економічні автомобілі. Хоча для кожного окремого автомобіля в середньому спостерігалося зростання економічності, загальне споживання продовжувало зростати. Нафтові кризи ОПЕК спровокували значні поліпшення у сфері енергоефективності, принаймні там, де мова йде про нафту. Однак тридцять років потому ми розуміємо, що сумарним ефектом всіх цих ініціатив було лише збільшення світового попиту на сиру нафту. Попри значне зменшення частки нафти в вартості одиниці ВВП у таких великих економіках, як США, загальне споживання нафти, як і загальне енергоспоживання, продовжує стрибкоподібне зростання. Зростання споживання енергії затьмарює досягнення економічності. Внаслідок цього замість обмеження енергоспоживання ми спостерігаємо як підвищення енергоефективності призводить до все вищого рівня енергоспоживання або, скоріше, поліпшення енергоефективності тісно пов'язані з підвищенням енергоспоживання. Багато зі стрибків енергоспоживання, як показують емпіричні дані, могли статися і без стрибків енергоефективності, що ймовірно ще більше збільшило б споживання.
Подальші важливі міркування стосуються потенціалу та меж ефекту підвищення ефективності, де ефективність розглядається як процес навчання у складній системі. На початку кривої навчання ефективність і поліпшення продуктивності досягаються легше, потім зростання сповільнюється внаслідок підвищення складності процесу навчання і наближення до практично досяжних рівнів ефективності. У ринкових системах рішення інвестора можуть ґрунтуватися на фізичних або фінансових міркуваннях, що не залежать один від одного, що може призводити до суперечностей. Зростання ефективності збільшує швидкість виснаження ресурсу і може збільшити його монетарну вартість, підвищивши дефіцитність і знизивши рентабельність (EROEI). Прискорення виснаження ресурсу є окремим випадком трагедії громад, оскільки визначальною є максимальна швидкість виснаження, а не максимальна тривалість використання ресурсу.
Зворотний ефект зазвичай тим більше, чим вище частка енергії в загальній вартості заданого продукту або його споживання, але також залежить від гнучкості попиту. Наприклад, паливна економічність автомобілів призведе до збільшення пробігу більшою мірою, ніж може збільшитися відвідуваність ресторанів через підвищення їх енергоефективності (наприклад, витрати на підготовку, заморозку, кондиціювання) — енергія займає меншу частку в загальній вартості відвідування ресторану і меншою мірою впливає на їх відвідуваність.